# Рифат Їлдиз
Рифат Їлдиз (нім. Rıfat Yıldız; нар. 1 квітня 1965, Єнігазі, провінція Карс) — турецький та німецький борець греко-римського стилю, дворазовий чемпіон та срібний призер чемпіонатів світу, чемпіон та чотириразовий бронзовий призер чемпіонатів Європи, срібний призер Олімпійських ігор.

## Життєпис
Народився у чеченському селі Єнігазі у провінції Карс в Туреччині. З 1984 по 1986 рік у складі турецької команди брав участь у Гран-прі Німеччини. З 1987 року виступає за збірну команду Німеччини.
Виступав за борцівський клуб «KSV Germania» з міста Аален у федеральній землі Баден-Вюртемберг. Тренер — Лотар Руч.
Має зведеного брата — Фуата Їлдиза, теж колишього члена збірної Німеччини з греко-римської боротьби, бронзового призера молодіжного чемпіонату світу 1985 року, учасника літніх Олімпійських ігор 1992 року в Барселоні (4 місце).

## Спортивні результати на міжнародних змаганнях

### Виступи на Олімпіадах
| Змагання                    | Збірна    | Вагова категорія                 | Місце  |
| --------------------------- | --------- | -------------------------------- | ------ |
| Літні Олімпійські ігри 1992 | Німеччина | греко-римська боротьба, до 57 кг | Срібло |
| Літні Олімпійські ігри 1996 | Німеччина | греко-римська боротьба, до 57 кг | 5      |
| Літні Олімпійські ігри 2000 | Німеччина | греко-римська боротьба, до 58 кг | 4      |

### Виступи на Чемпіонатах світу
| Змагання                        | Збірна    | Вагова категорія                 | Місце  |
| ------------------------------- | --------- | -------------------------------- | ------ |
| Чемпіонат світу з боротьби 1987 | Німеччина | греко-римська боротьба, до 57 кг | Срібло |
| Чемпіонат світу з боротьби 1990 | Німеччина | греко-римська боротьба, до 57 кг | Золото |
| Чемпіонат світу з боротьби 1991 | Німеччина | греко-римська боротьба, до 57 кг | Золото |
| Чемпіонат світу з боротьби 1994 | Німеччина | греко-римська боротьба, до 62 кг | 31     |
| Чемпіонат світу з боротьби 1995 | Німеччина | греко-римська боротьба, до 57 кг | 11     |
| Чемпіонат світу з боротьби 1998 | Німеччина | греко-римська боротьба, до 58 кг | 23     |
| Чемпіонат світу з боротьби 1999 | Німеччина | греко-римська боротьба, до 58 кг | 14     |

### Виступи на Чемпіонатах Європи
| Змагання                         | Збірна    | Вагова категорія                 | Місце  |
| -------------------------------- | --------- | -------------------------------- | ------ |
| Чемпіонат Європи з боротьби 1988 | Німеччина | греко-римська боротьба, до 57 кг | 4      |
| Чемпіонат Європи з боротьби 1990 | Німеччина | греко-римська боротьба, до 57 кг | Бронза |
| Чемпіонат Європи з боротьби 1991 | Німеччина | греко-римська боротьба, до 57 кг | Бронза |
| Чемпіонат Європи з боротьби 1992 | Німеччина | греко-римська боротьба, до 57 кг | Золото |
| Чемпіонат Європи з боротьби 1994 | Німеччина | греко-римська боротьба, до 62 кг | 6      |
| Чемпіонат Європи з боротьби 1996 | Німеччина | греко-римська боротьба, до 57 кг | Бронза |
| Чемпіонат Європи з боротьби 2000 | Німеччина | греко-римська боротьба, до 58 кг | Бронза |

### Виступи на інших змаганнях
| Змагання                                                             | Збірна    | Вагова категорія                 | Місце  |
| -------------------------------------------------------------------- | --------- | -------------------------------- | ------ |
| Гран-прі Німеччини з боротьби 1984                                   | Туреччина | греко-римська боротьба, до 52 кг | 4      |
| Гран-прі Німеччини з боротьби 1985                                   | Туреччина | греко-римська боротьба, до 52 кг | 5      |
| Гран-прі Німеччини з боротьби 1986                                   | Туреччина | греко-римська боротьба, до 57 кг | 5      |
| Золотий Гран-прі з боротьби 1987                                     | Німеччина | греко-римська боротьба, до 57 кг | 4      |
| Гран-прі Німеччини з боротьби 1987                                   | Німеччина | греко-римська боротьба, до 57 кг | Золото |
| Гала гран-прі FILA 1987                                              | Німеччина | греко-римська боротьба, до 57 кг | 4      |
| Гала гран-прі FILA 1988                                              | Німеччина | греко-римська боротьба, до 57 кг | Бронза |
| Гран-прі Німеччини з боротьби 1988                                   | Німеччина | греко-римська боротьба, до 57 кг | Золото |
| Гран-прі Німеччини з боротьби 1989                                   | Німеччина | греко-римська боротьба, до 57 кг | 8      |
| Золотий Гран-прі з боротьби 1990                                     | Німеччина | греко-римська боротьба, до 57 кг | Бронза |
| Гран-прі Німеччини з боротьби 1990                                   | Німеччина | греко-римська боротьба, до 57 кг | Бронза |
| Гран-прі Німеччини з боротьби 1994                                   | Німеччина | греко-римська боротьба, до 62 кг | Срібло |
| Олімпійський кваліфікаційний турнір з боротьби 2000 (Фаенца)         | Німеччина | греко-римська боротьба, до 58 кг | 5      |
| Олімпійський кваліфікаційний турнір з боротьби 2000 (Клермон-Ферран) | Німеччина | греко-римська боротьба, до 58 кг | 9      |
| Олімпійський кваліфікаційний турнір з боротьби 2000 (Ташкент)        | Німеччина | греко-римська боротьба, до 58 кг | 15     |
| Олімпійський кваліфікаційний турнір з боротьби 2000 (Колорадо)       | Німеччина | греко-римська боротьба, до 58 кг | Золото |